# Gladys West

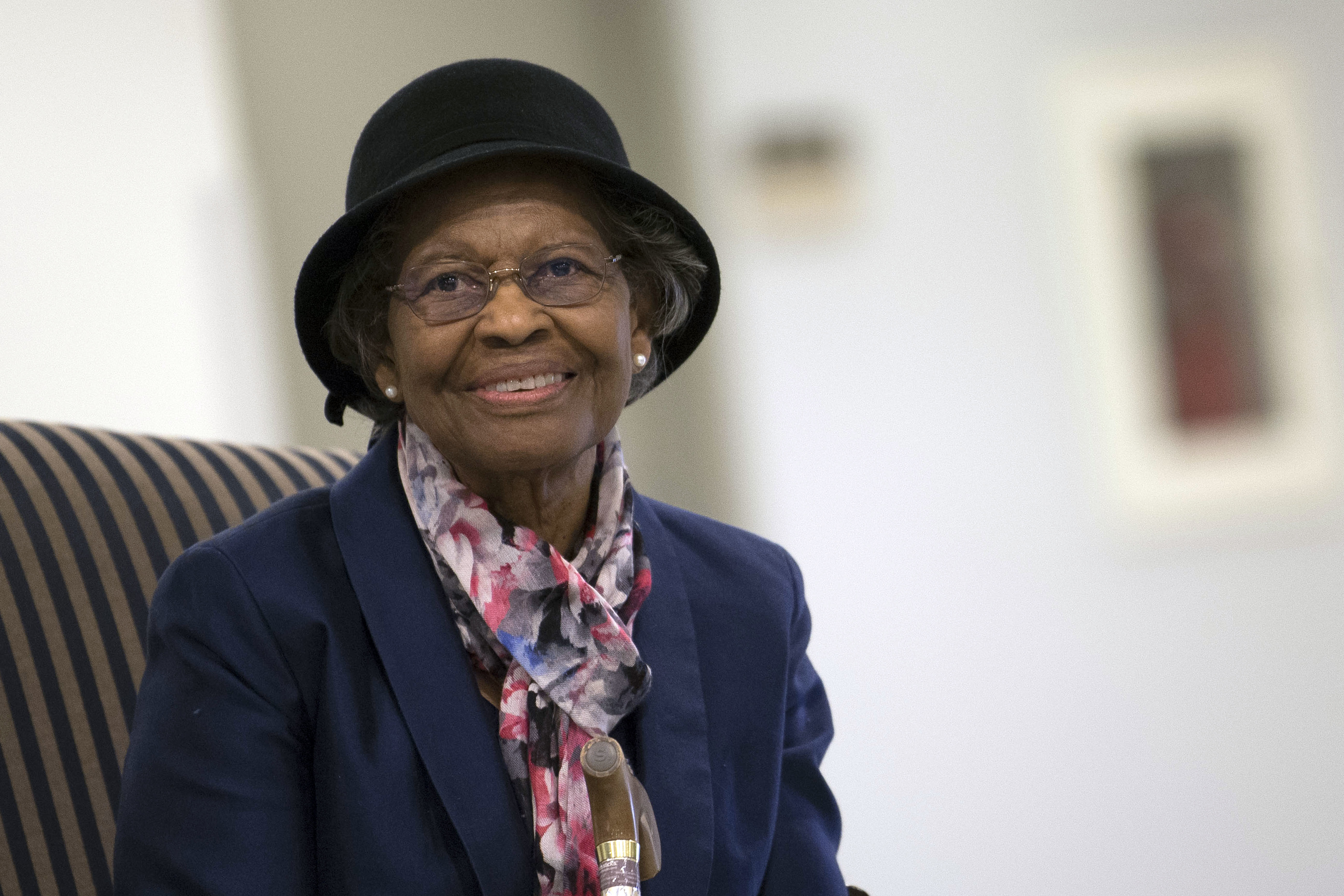
Gladys West (2018)

Gladys Mae West (* 27. Oktober 1930 als Gladys Mae Brown in Sutherland, Virginia) ist eine US-amerikanische Mathematikerin, die für ihre Beiträge zur mathematischen Modellierung der Form der Erde bekannt ist.

## Frühes Leben und Bildung
West wurde im Dinwiddie County, Virginia als Kind einer Bauernfamilie in einer Gemeinschaft von Farmpächtern geboren. Nachdem sie ein Stipendium für den ersten Platz in ihrer Highschool-Klasse erhalten hatte, studierte sie Mathematik am Virginia State College.

## Karriere
1956 begann West im Naval Surface Warfare Center Dahlgren Division zu arbeiten, wo sie die zweite schwarze Frau war, die dort je beschäftigt war. Sie nahm an einer astronomischen Studie teil, die in den frühen 1960er Jahren die Regelmäßigkeit der Pluto-Bewegung in Bezug auf Neptun bewies.
Anschließend begann West, Daten von Satelliten zu analysieren, und stellte Altimetermodelle der Erdform zusammen. Ihr Vorgesetzter Ralph Neiman empfahl sie als Projektleiterin für das Seasat-Radar-Altimetrieprojekt, den ersten Satelliten, der Ozeane aus der Ferne erfassen konnte. 1979 empfahl Neiman West zur Aufnahme. West war Programmiererin in der Dahlgren-Abteilung für Großcomputer und Projektleiterin für Datenverarbeitungssysteme zur Analyse von Satellitendaten.
1986 veröffentlichte West „Data Processing System Specifications for the Geosat Satellite Radar Altimeter“, einen 51-seitigen technischen Bericht des Naval Surface Weapons Center (NSWC). Der Leitfaden wurde veröffentlicht, um zu erklären, wie man die Genauigkeit der Schätzung von „Geoidhöhen und Vertikalablenkung“, Themen der Satellitengeodäsie, erhöhen kann. Dies wurde durch die Verarbeitung der Daten erreicht, die vom Funkhöhenmesser auf dem Geosat-Satelliten erzeugt wurden, der am 12. März 1984 in die Umlaufbahn ging. West arbeitete 42 Jahre lang bei Dahlgren und ging 1998 in den Ruhestand.
Ihr Beitrag zum GPS wurde aufgedeckt, als ein Mitglied von Wests Studentinnenverbindung Alpha Kappa Alpha eine kurze Biographie las, die West für eine Alumni-Funktion eingereicht hatte.
West wurde im Jahr 2018 von der BBC als Teil der Serie 100 Women ausgewählt. Sie wurde 2018 außerdem in die Hall of Fame der United States Air Force aufgenommen, eine der höchsten Auszeichnungen des Air Force Space Command. Sie ist eine der Frauen, die mathematische Berechnungen für die Streitkräfte der Vereinigten Staaten durchführten, bevor elektronische Systeme zur Verfügung standen.

## Privates
Ihren Mann Ira West lernte sie auf der Marinebasis kennen, sie heirateten 1957. Sie haben 3 erwachsene Kinder und sieben Enkelkinder. Seit Februar 2018 lebt West in King George County, Virginia. Im Jahr 2000 promovierte sie über ein Fernstudium an der Virginia Tech.

## Publikationen
- Gladys B. West: Smoothing of Geos 3 satellite radar altimeter data, J. Geophysical Research, Volume 84, Issue B8, 10 July 1979, Pages 4055–4060.
- Gladys B. West: SEASAT Satellite Radar Altimetry Data Processing System, Technical report, Naval Surface Weapons Center, Dahlgren VA, May 1981. Full Text: pdf.
- Gladys B. West: Mean Earth ellipsoid determined from SEASAT 1 altimetric observations, J. Geophysical Res., Volume 87, No. B7, 10 July 1982, Pages 5538–5540.
- Gladys B. West: Data Processing System Specifications for the Geosat Satellite Radar Altimeter. Naval Surface Weapons Center, Dahlgren VA, Report NSWC TR 86–149, Juni 1986, abgerufen am 9. Februar 2018 (englisch).